# سیارک ۱۲۱۱۹
سیارک ۱۲۱۱۹ (به انگلیسی: 12119 Memamis، نامگذاری:1999NG9) دوازده هزار و صد و نوزدهمین سیارک کشف شده‌است که در ۱۳ ژوئیه ۱۹۹۹ کشف شد.
قدر مطلق سیارک برابر ۱۷.۰ است.